# Meteorus sulcatus
Meteorus sulcatus är en stekelart som beskrevs av Szepligeti 1896. Meteorus sulcatus ingår i släktet Meteorus och familjen bracksteklar. Inga underarter finns listade i Catalogue of Life.